# Alfred Grenander

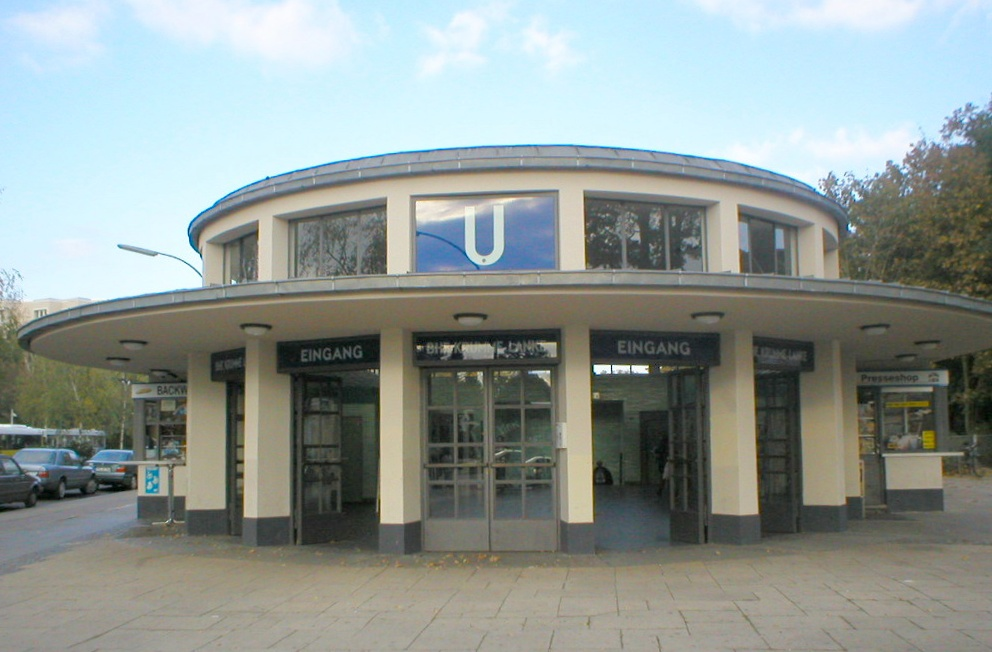
Alfred Grenander: Wejście na stację metra Krumme Lanke

Alfred Frederik Elias Grenander (ur. 26 czerwca 1863 w Skövde, zm. 14 marca 1931 w Berlinie) – szwedzki architekt epoki secesji i modernizmu, działający przeważnie w Niemczech, główny architekt stacji berlińskiego metra.

## Życiorys
Grenander studiował architekturę na politechnice w Sztokholmie (1881–1885) i w Wyższej Szkole Technicznej (niem. Technische Hochschule) w Berlinie (1885–1888), po czym współpracował z Alfredem Messelem (1889–1890), Wilhelmem Martensem, a następnie z Paulem Wallotem przy wznoszeniu gmachu Reichstagu w Berlinie (1890–1897). W maju 1897 ożenił się z Mary Julianą Åwall, z którą miał córkę Signe.
Od października 1897 wykładał rysunek w szkole przy Muzeum Rzemiosła Artystycznego w Berlinie, gdzie w 1901 został profesorem. Następnie wykładał w Zjednoczonych Szkołach Państwowych Sztuk Wyzwolonych i Pięknych (niem. Vereinigte Staatsschulen für freie und angewandte Kunst). W 1902 wstąpił do berlińskiego zrzeszenia artystów Werkring, do którego należeli m.in. August Endell, Albert Gessner i Bruno Möhring. Do 1903 prowadził własne biuro ze szwagrem Otto Wilhelmem Spaldingiem (1863–1945) – Firma Spalding & Grenander. W 1904 kierował wystawą Werkringu na wystawie światowej w Saint Louis. W 1908 został członkiem Werkbundu.
Od początku historii berlińskiego metra był jego głównym architektem, projektując stacje metra, budynki gospodarcze a nawet wagony pociągów dla Hoch- und Untergrundbahn-Gesellschaft. 

## Wybrane dzieła
- 1900–1902 – stacja berlińskiego metra Wittenbergplatz[1]
- 1906–1910 – projekty kiosków[2]
- 1908 – most Schönfließer (niem. Schönfließerbrücke) w Berlinie[2]
- 1908–1910 – gmach fabryki Ludwig Loewe & Compagnie Aktiengesellschaft w berlinskiej dzielnicy Moabit[2]
- 1910–1911 – most Gotzkowsky'ego (niem. Gotzkowskybrücke) w Berlinie[2]
- 1910–1911 – willa dla Paula Herpicha w Poczdamie (nieistniejąca), znana jako Willa Stalina – w 1945 Józef Stalin mieszkał tu podczas konferencji poczdamskiej[5][6]
- 1911–1913 – budynek wejściowy stacji Wittenbergplatz w stylu klasycyzmu schinklowskiego[7]
- 1914–1916 – gmach fabryki Knorr-Bremse w berlińskim Lichtenbergu[2][3]
- 1923 – stacje centralnego odcinka linii C – płytko położone, dostępne bezpośrednio z ulicy stacje; oszczędny i minimalistyczny wystrój, system kolorystyczny całej linii oparty na zmianie dominującego koloru
- 1923 – kościół gminy szwedzkiej w Berlinie – jedyna budowla sakralna projektu Grenandera[2]
- 1926–1931 – budynek stacji metra na osiedlu Chata Wuja Toma (niem. Siedlung Onkel Toms Hütte)[8]
- 1926–1927 – rozbudowa stacji Nollendorfplatz i Hermannplatz[2] z dekoracją w stylu art déco
- 1928–1930 – stacje linii D i E – modernistyczne, gładkie ściany pokryte jednobarwnymi emaliowanymi kaflami i widoczna, nieozdobiona konstrukcja stalowa słupów, np. Lichtenberg

## Odznaczenia
- 1908 – Order Czerwonego Orła IV klasy[1]

## Upamiętnienie
6 czerwca 2009 imieniem Grenandera nazwano plac przed wejściem do stacji metra Krumme Lanke – Alfred-Grenander-Platz.

## Galeria projektów Grenandera

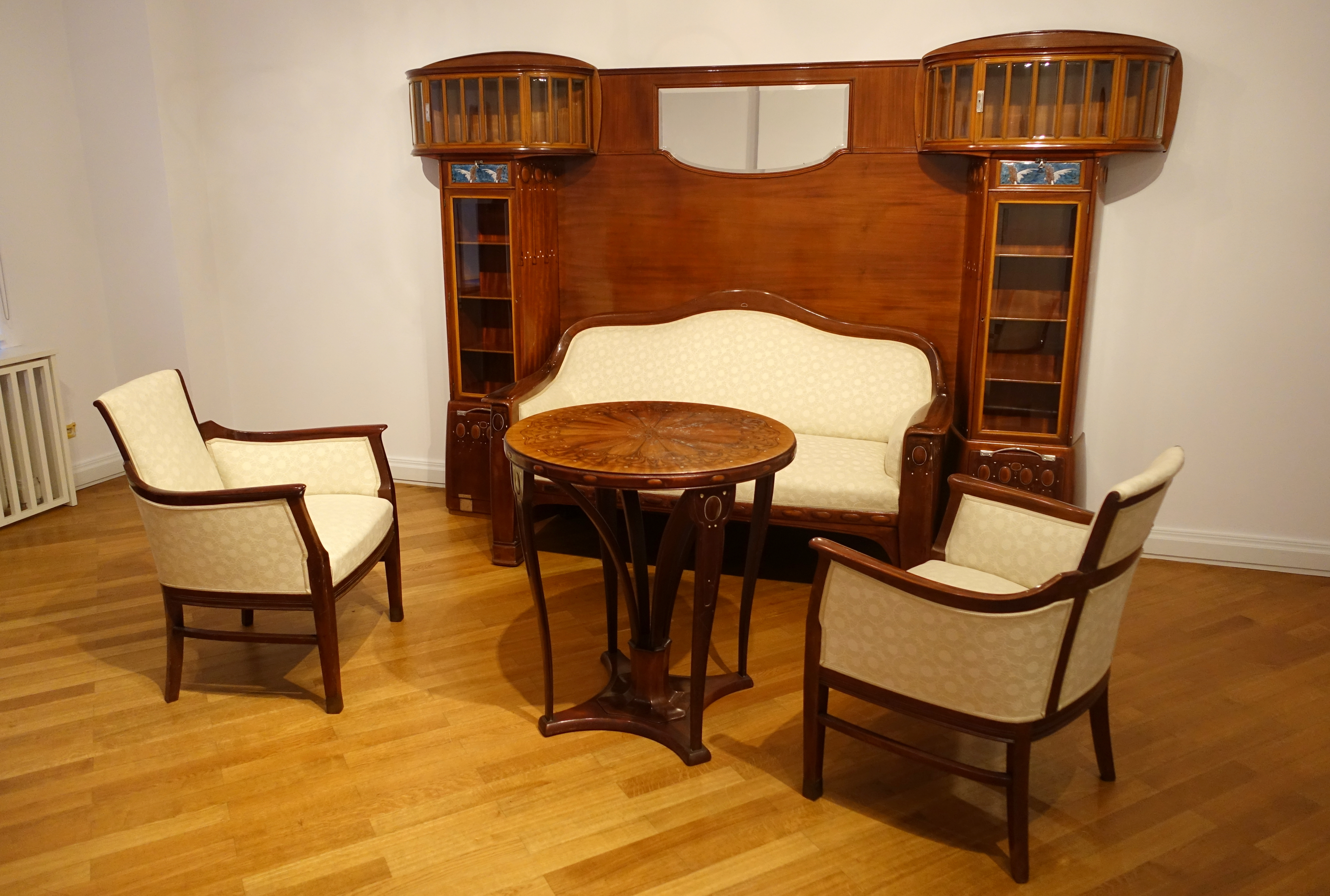
Meble
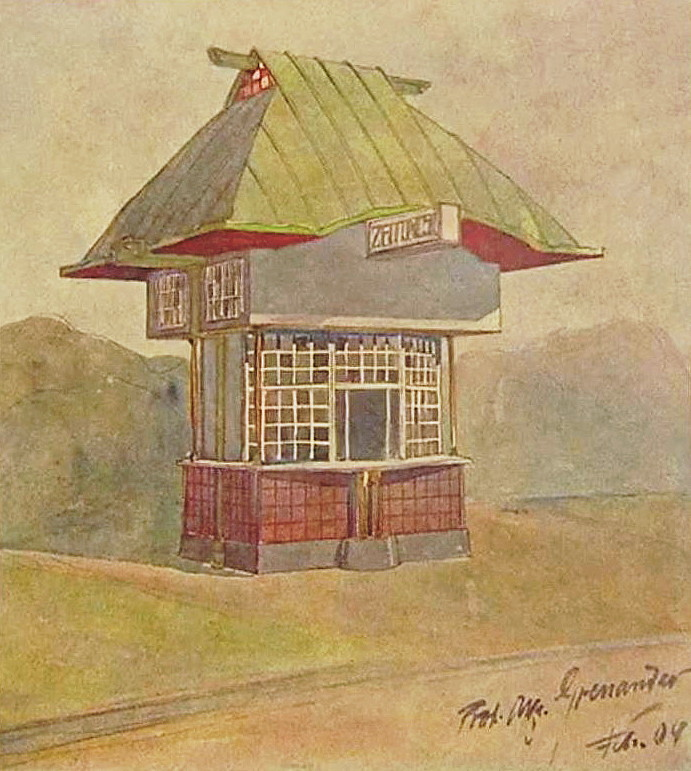
Kiosk z prasą
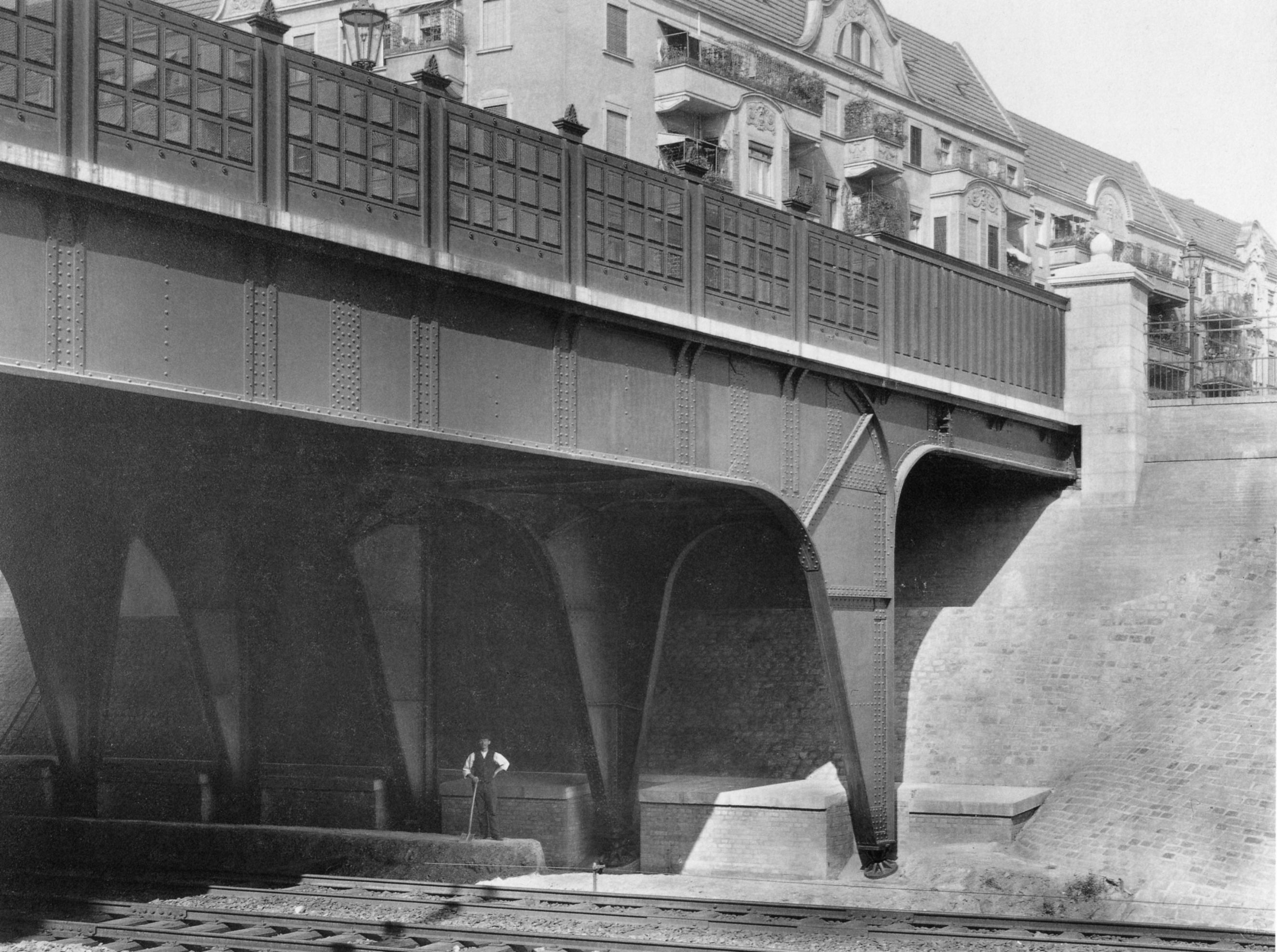
Most Schönfließer
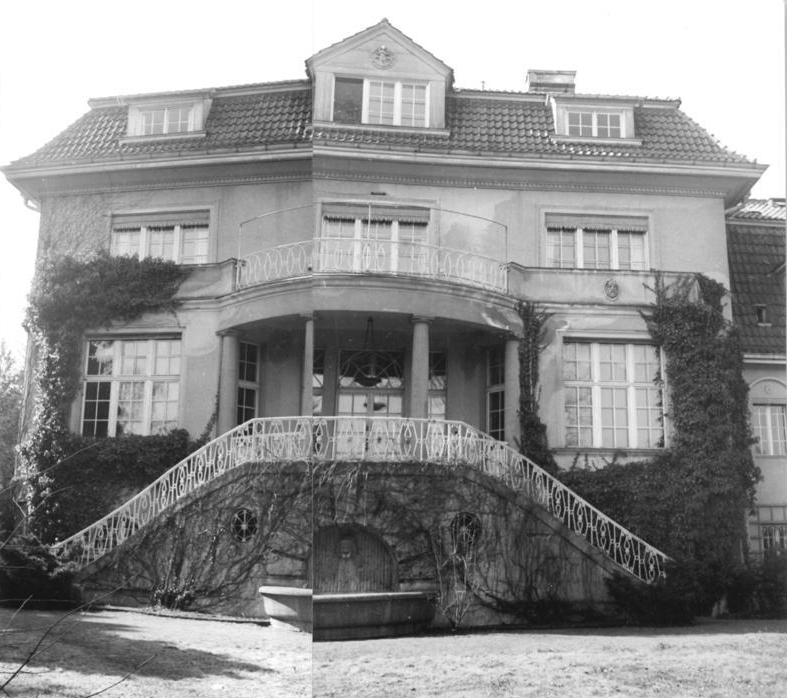
Willa Paula Herpicha w Poczdamie
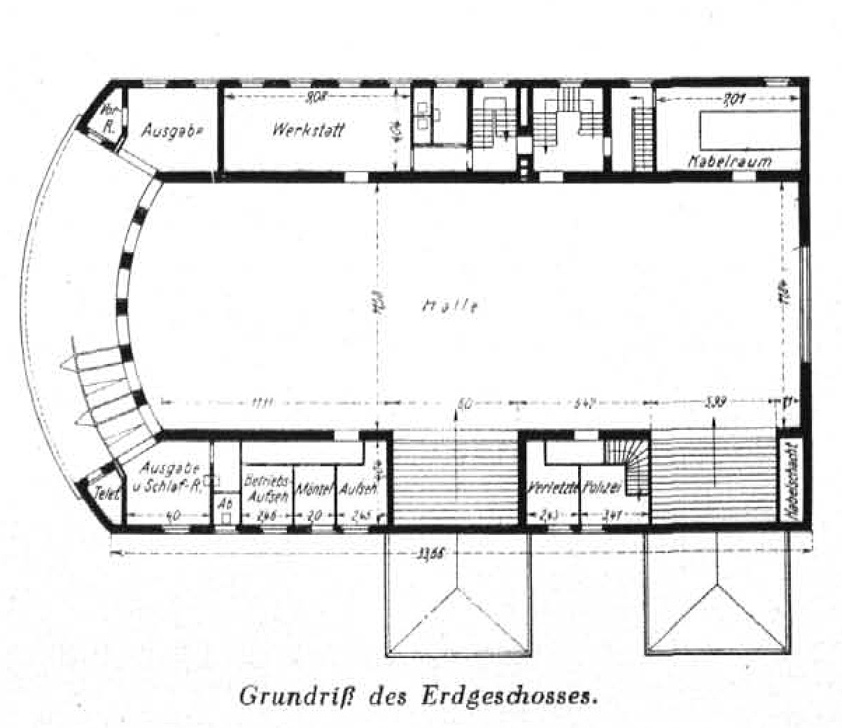
Projekt stacji metra Olympia-Stadion
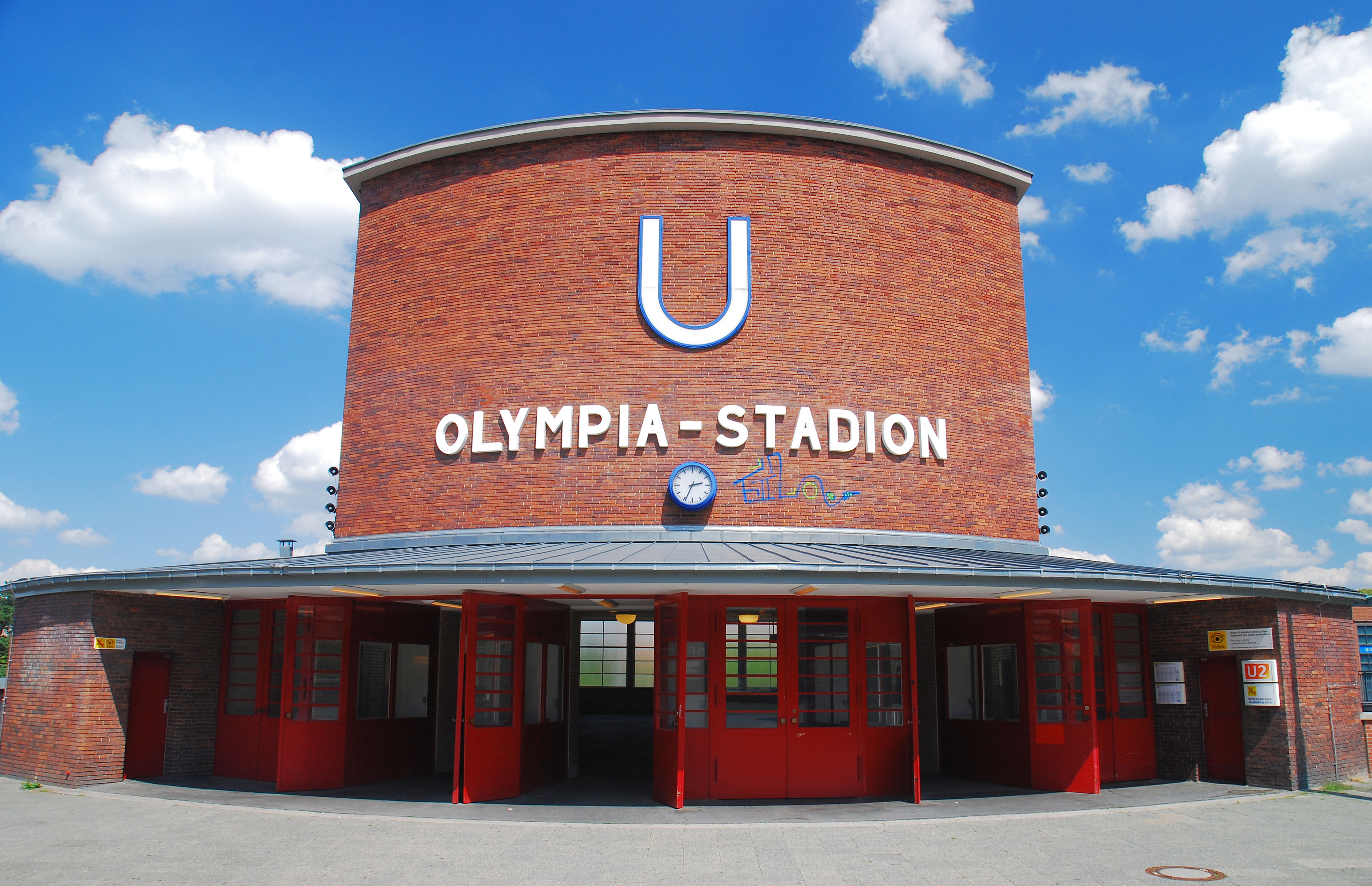
Stacja metra Olympia-Stadion